# Móbad

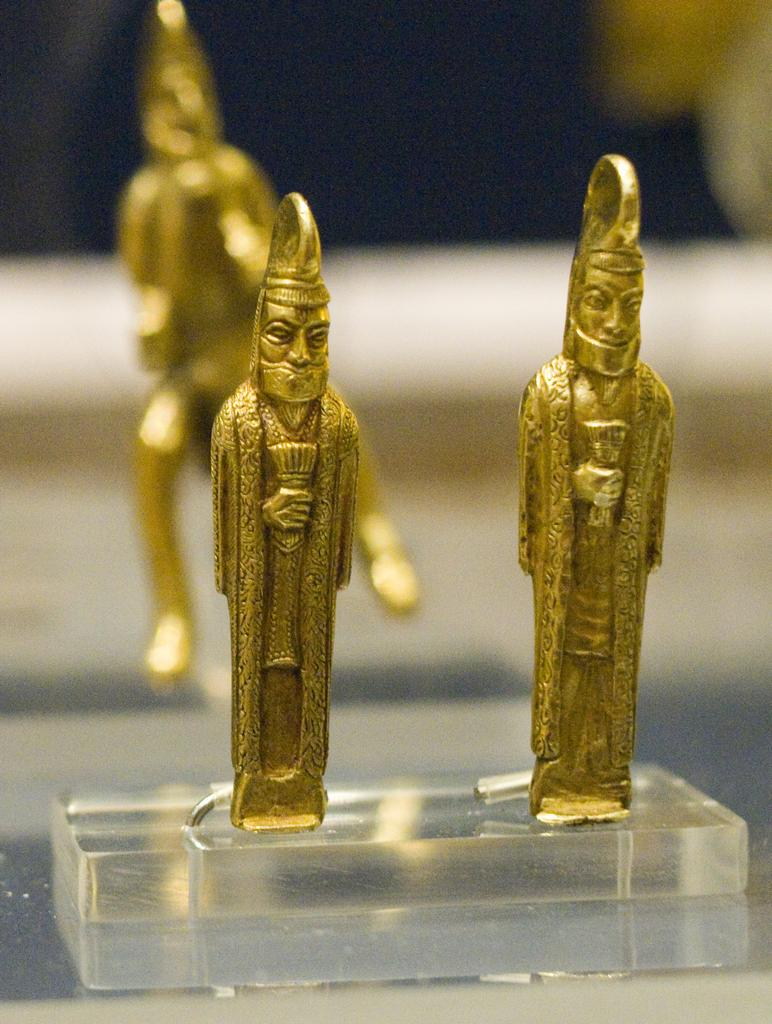
Zlaté sošky dvou achaimenovských kněží z Oxuského pokladu

Móbad je označení pro zarathuštrické kněží, kteří mohou vést obřad jasna, ústřední rituál tohoto náboženství. Níže postavený kněz, zvaný hérbad, může u obřadu pouze vypomáhat, vyšší funkce naopak náleží knězi zvanému dastúr. Ke vzniku této klasifikace kněží mezi indickými Pársy však došlo až během 16. století.
Výraz pochází ze středoperštiny a je vykládán z *magu-pati- „pán magů“. Magové byli původně médským kmenem či zvláštní skupinou náboženských specialistů, až později se výrazu počalo užívat pro zarathuštrické kněží. Prvním známým móbadem byl Kartír, kněz na dvoře sasánovského krále Šápúra I., který žil ve 3. století. Ten se pokoušel vytvořit a šířit zarathuštrickou ortodoxii a ustanovit ji jako národní církev Íránu, a to i například mezi helénizovanými magy v Malé Asii, která žili pod vládou Římské říše. Existoval také titul móbadan móbad „móbad móbadů“, vytvořený pro vzoru titulu šáhan šáh „král králů“, kterým byla označována hlava zarathušrické církve. Z dob pronásledování křesťanů za Šápúra II. zmiňují syrská akta mučedníků vedle „velikého móbada“ (vazurg móbad) ještě „představeného móbadů“, přičemž vztah mezi těmito hodnostmi není zcela jasný.

## Hérbad
Herbád představuje níže postaveného kněze a označení jeho funkce vychází z avestánského aéthrapaiti, což byl výraz označující kněze který vyučoval recitaci posvátných textů. Během raného období Sasánovské říše výraz nejspíše označoval obecně kněze, vzhledem k tomu že Kartír užíval tento titul v době když už zastával vysokou pozici u dvora. Obecně se snad jako hérbadi označovali náboženští učenci. V 9. století, po dobytí Íránu Araby, existovalo napětí mezi hérbady-učenci a hávišty-obřadníky, přičemž první teoreticky měli větší prestiž, v praxi však byly obě skupiny kněží málo rozlišovány. V 10. století už výraz hérbad ztratil jakékoliv sepětí s učeností a počal označovat nižší kněze, podřízené móbadům či dastúrům.

## Áthravan a zaotar
Výrazy áthravan, středopersky ásrón, a zaotar byly používán pro kněží v textech sepsaných ve starší avestánštině. Slovo zaotar je použito poprvé v gáthách jako označení pro Zarathuštru, zatímco slovo áthravan v o něco mladší Jasna Hapnahaití kde se hovoří o knězích kteří se vrátilo z daleka kde navštívili ty kdo hledají pravdu.
Slovo je nejasného původu, snad odvozené od áthi „děs“, poté by mohlo souviset s funkcí áthravana chránit před zlovolnými silami a odvracet je. Nesouvisí však s átar „oheň“, jak bylo některými badateli navrhováno. Slovo átharvan má svůj protějšek také v sanskrtu, ve jméně mudrce Atharvana, mytického autora Atharvavédu. Výraz zaotar odpovídá sanskrskému hótar, které označuje kněze který je hlavním recitátorem při oběti.